# Nicolas Petit (ébéniste)
Pour les articles homonymes, voir Nicolas Petit et Petit.
Nicolas Petit est un ébéniste français né le 31 mai 1732 à Chaource et décédé le 18 août 1791. Il est devenu maître ébéniste le 21 janvier 1761. 

## Biographie
Il est représentatif des styles transition et Louis XVI. Pendant près de 30 ans, il possédait rue du Faubourg Saint-Antoine un atelier : "Au Nom de Jésus".

## Son estampille
Nicolas Petit avait pour estampille les lettres de " N·Petit ".

## Sa cote
Nicolas Petit a conçu de nombreux meubles de toutes qualités, s'adaptant toujours à l'évolution des styles. 

## Musée
Plusieurs de ses meubles se retrouvent dans de nombreux musées comme le musée Carnavalet ou encore la Wallace Collection.